# Cerkiew Świętych Kosmy i Damiana w Narojkach
Cerkiew Świętych Kosmy i Damiana – prawosławna cerkiew w Narojkach. Należy do parafii pod tym samym wezwaniem, podlegającej dekanatowi Siemiatycze diecezji warszawsko-bielskiej Polskiego Autokefalicznego Kościoła Prawosławnego.
Najstarsza wzmianka o cerkwi w Narojkach pochodzi z 1629. Pochodzący z tego roku inwentarz jej wyposażenia nie rozstrzyga, czy budowla była w faktycznym posiadaniu duchowieństwa prawosławnego, czy unickiego, bardziej prawdopodobna jest jednak pierwsza możliwość. Cerkiew w Narojkach stała się de facto świątynią unicką w połowie XVII w., podobnie jak większość innych prawosławnych obiektów sakralnych w regionie. Najstarsza cerkiew w Narojkach istniała do 1738, gdy na jej miejscu wzniesiono nową. Obydwie były świątyniami drewnianymi. W 1789 świątynię częściowo wyremontowano i powiększono. Od I połowy XVIII w. parafia w Narojkach była ośrodkiem kultu Galackiej Ikony Matki Bożej.
Podobnie jak wszystkie cerkwie unickie na Podlasiu, obiekt posiadał wyraźnie zlatynizowane wyposażenie. Większość jego łacińskich elementów wyposażenia została usunięta ze świątyni w latach 1835–1838, podczas akcji delatynizacji unickich świątyń i obrzędów przygotowującej konwersję całej unickiej diecezji litewskiej na prawosławie. Z powodu niechęci właścicieli miejscowych dóbr, Pieńkowskich, do współfinansowania zakupów typowo prawosławnego wyposażenia świątyni, jak również oddziaływania pijarskiego klasztoru w Drohiczynie na miejscowych unitów, delatynizację cerkwi w Narojkach przeprowadzono ze szczególnymi trudnościami. Ostatecznie jednak w 1837 proboszcz miejscowej parafii zgodził się przejść na prawosławie, a formalnie uczynił to (w imieniu całej placówki duszpasterskiej) na synodzie połockim w lutym 1839. Jeszcze w tym samym roku cerkiew w Narojkach, jako wyjątkowo uboga i pozbawiona wsparcia finansowego miejscowych właścicieli, została zamknięta.
Budowa murowanej cerkwi prawosławnej w Narojkach miała miejsce w latach 1865–1866, większość funduszy na ten cel przekazało państwo rosyjskie. Od tego momentu budowla sakralna jest nieprzerwanie czynna, z jedynym wyjątkiem w latach 1915–1918 (bieżeństwo).
Świątynia znajduje się w centrum wsi, przy drodze na Sady, na działce otoczonej murowanym, współczesnym ogrodzeniem z bramą z krzyżami prawosławnymi. W granicach terenu cerkiewnego znajdują się pojedyncze drzewa i kilka nagrobków.
Obiekt, razem z cerkiewnym cmentarzem, jest wpisany do rejestru zabytków pod numerem A-29.

## Historia

### Pierwsza cerkiew w Narojkach
Pierwsza informacja o istnieniu cerkwi w Narojkach pochodzi z 1629, jest to inwentarz majątku świątyni. Chociaż budowla znajdowała się na terenie unickiej diecezji włodzimiersko-brzeskiej, która wchodziła w skład Kościoła unickiego od jego powstania, najprawdopodobniej została wzniesiona jako prawosławna i w momencie spisania inwentarza de facto pozostawała przy tym wyznaniu. Unia została bowiem trwale zaakceptowana w regionie dopiero w połowie XVII w..
Kolejny opis cerkwi pochodzi z 1726 i jest częścią protokołu wizytacji kanonicznej dokonywanej już przez duchowieństwo unickie w dekanacie drohiczyńskim. W opisie stwierdzono, że cerkiew jest bardzo stara i zniszczona, bez przedsionka i dzwonnicy, ze zgniłym dachem, odnotowano obecność ikonostasu z ikonami Chrystusa Zbawiciela (Salwatora), Matki Bożej, św. Mikołaja, św. Eliasza i św. Antoniego.

### Cerkiew z 1738
W kolejnym protokole wizytacyjnym z 1757 stwierdzono, że w 1738 na miejscu starszej cerkwi zbudowana została nowa. Ufundowała ją rodzina Skiwskich. Przeniesiono do niej patronalną ikonę świętych Kosmy i Damiana, w świątyni znajdował się również ołtarz z wizerunkiem maryjnym. Został on przekazany do świątyni przez miejscową parafię rzymskokatolicką na prośbę unickiego proboszcza. Parafia unicka była uboga, a o jakąkolwiek pomoc na jej rzecz proboszcz musiał u kolatorów szczególnie zabiegać. Od pierwszej połowy XVIII w. szczególnym obiektem kultu w cerkwi była kopia Galackiej Ikony Matki Bożej. Przed 1789 świątynia została wyremontowana przez cześnika podlaskiego Karola Urbańskiego, który opłacił wzniesienie nowego przedsionka, a nad nim dzwonnicy. W cerkwi znajdowały się dwa ołtarze boczne, odpowiednio z ikoną patronalną i Galacką Ikoną Matki Bożej.
Do 1797 parafia w Narojkach pozostawała w strukturach unickiej diecezji włodzimiersko-brzeskiej. Następnie, do 1807, parafia w Narojkach należała do dekanatu drohiczyńskiego unickiej diecezji supraskiej, a po jej likwidacji znalazła się w unickiej diecezji wileńskiej, w dekanacie drohiczyńskim.
Na początku XIX w. do cerkwi uczęszczały 522 osoby. Do likwidacji unii na Podlasiu w Narojkach stale zdarzały się przypadki zmiany obrządku z unickiego na łaciński, na co wpływ miała działalność klasztoru pijarów w Drohiczynie. W 1834 świątynię zaliczono do najbiedniejszych cerkwi w diecezji wileńskiej.
Wyposażenie unickiej cerkwi w Narojkach w XVIII–XIX w. było silnie zlatynizowane, co odpowiadało ówczesnym tendencjom w rozwoju Kościoła unickiego, zgodnymi z wytycznymi synodu zamojskiego z 1720. Do zmiany tego stanu rzeczy przystąpił w latach 30. XIX w. konsystorz unickiej metropolii wileńskiej pod kierunkiem biskupa Józefa, przygotowując tym samym konwersję całej administratury na prawosławie. W 1836 do obiektu wstawiono nowy ikonostas (bez ikon), stół ofiarny (cs. żertwiennik) oraz ołtarz (cs. prestoł). Prace nad wyposażeniem świątyni przedłużały się, gdyż właściciele miejscowych dóbr odmawiali wspierania finansowo parafii i zakupu typowo prawosławnych utensyliów na jej użytek. Ostatecznie w ikonostasie cerkwi w Narojkach w ogóle nie znalazły się nowe ikony, zainstalowaną już konstrukcję wypełniono starymi obrazami. Rok później świątynia otrzymała nową darochranitielnicę. W tym też roku usunięto z niej unicką ambonę. Nigdy natomiast w budynku nie było organów.
Cerkiew w Narojkach, podobnie jak pozostałe unickie obiekty sakralne położone w bliskiej odległości od Drohiczyna, w dobrach prywatnych, należała do świątyń, w których delatynizacja postępowała najwolniej i napotkała największe przeszkody. Parafia w Narojkach pozostawała w orbicie oddziaływania misyjnego pijarskiego klasztoru w Drohiczynie, co zwiększało popularność obrządku łacińskiego. W marcu 1838 naczelnik ziemski Miedwiediew zarzucił dziekanowi drohickiemu przyzwalanie na przechowywanie w świątyni (jak i w pozostałych cerkwiach dekanatu) typowo łacińskich utensyliów. Równocześnie proboszcz parafii w Narojkach już w grudniu 1837 deklarował gotowość dokonania konwersji na prawosławie.
Cerkiew w Narojkach przeszła na własność Rosyjskiego Kościoła Prawosławnego w lutym 1839, na mocy postanowień synodu połockiego. Znalazła się wówczas w eparchii wileńskiej i litewskiej. Dopiero w tym momencie przekazano do niej cerkiewnosłowiańskie księgi liturgiczne – Ewangeliarz i Apostoł. Nie była już wówczas świątynią parafialną. W styczniu tego samego roku właściciel miejscowych dóbr, Onufry Pieńkowski (Pańkowski), poinformował biskupa Antoniego Zubkę, iż nie będzie w stanie opłacić budowy nowej cerkwi. Ponieważ Narojki znajdują się w niewielkiej odległości od Drohiczyna i znajdującej się tam cerkwi św. Mikołaja, ok. 500 osobom należącym do parafii w Narojkach nakazano uczęszczać właśnie tam, zaś odrębną placówkę duszpasterską we wsi zlikwidowano. De facto nastąpiło to w maju 1839, gdy dotychczasowy proboszcz parafii w Narojkach został przeniesiony do parafii w Rajsku. Cerkiew w Drohiczynie otrzymała również utensylia liturgiczne ze świątyni w Narojkach.

### Cerkiew murowana
W 1863 parafianie wystąpili z inicjatywą wzniesienia murowanej cerkwi na miejscu nieczynnej drewnianej świątyni i zgromadzili na ten cel 152 ruble. Kwotą 1500 rubli inwestycję wsparło państwo rosyjskie. Nową świątynię zlokalizowano w sąsiedztwie starej, która była czynna do zakończenia prac, a następnie została rozebrana (lub też uległa zniszczeniu w pożarze). Prace budowlane trwały od 1865 do 1866, obiekt sakralny poświęcono 8 listopada 1866. W sąsiedztwie świątyni znajdowała się drewniana dzwonnica.
Galacka Ikona Matki Bożej pozostawała nadal obiektem szczególnego kultu. W opracowaniach z XIX w. pojawiają się informacje, iż według miejscowej tradycji wizerunek ten objawił się mieszkańcom Narojek w cudowny sposób, ukazując się na drzewie. Podczas wznoszenia nowej cerkwi ikona była początkowo przechowywana w stodole jednego z gospodarzy z Narojek, a następnie w cerkwi w Rogawce. Po wzniesieniu murowanej cerkwi wizerunek uroczyście przeniesiono z powrotem do pierwotnego miejsca kultu, a następnie umieszczono w nowej, złoconej koszulce. 
W 1900 parafia w Narojkach znalazła się w granicach nowo erygowanej eparchii grodzieńskiej.
W 1908 w budynku cerkwi wybuchł pożar, nie powodując jednak znaczniejszych strat. Działalność miejscowej parafii załamała się w 1915, gdy miejscowa ludność udała się na bieżeństwo. Po I wojnie światowej władze państwowe nie zgodziły się na utrzymanie przez cerkiew w Narojkach statusu parafialnej, zezwalając natomiast na jej otwarcie jako filii parafii w Siemiatyczach, w strukturach diecezji warszawsko-chełmskiej. Opuszczony w latach wojny budynek świątyni nie został uszkodzony. Cudowną ikonę wierni zabrali ze sobą do Rosji, po ich powrocie wizerunek ponownie znalazł się w cerkwi. W 1929 Kościół katolicki sądownie ubiegał się o rewindykację cerkwi w Narojkach jako położonej na miejscu pounickiej budowli sakralnej, jednak sąd odrzucił roszczenie.
Od 1941 do końca II wojny światowej w cerkwi przechowywane były ikony ze świątyni w Drohiczynie; miejscowi parafianie wywieźli je z miasta, by uchronić je przed zniszczeniem lub konfiskatą przez żołnierzy radzieckich. Również w czasie II wojny światowej cerkiew w Narojkach nie poniosła strat. Już po zakończeniu konfliktu znacznie spadła natomiast liczba uczęszczających do niej wiernych. Było to wywołane wyjazdami ludności prawosławnej (białoruskiej) do ZSRR i migracją do miast. W latach 60. XX wieku cały obiekt został wyremontowany. Wzniesiono wówczas nową dzwonnicę, zastępując zniszczoną drewnianą konstrukcję, a teren cerkiewny otoczono nowym ogrodzeniem. W 1975 rozebrano drewniany przedsionek cerkiewny i zbudowano na jego miejscu murowany, z chórem wewnątrz. W końcu stulecia dach świątyni został pokryty cynkową blachą. Po II wojnie światowej parafia w Narojkach znalazła się w granicach diecezji warszawsko-bielskiej.

## Architektura

### Bryła budynku

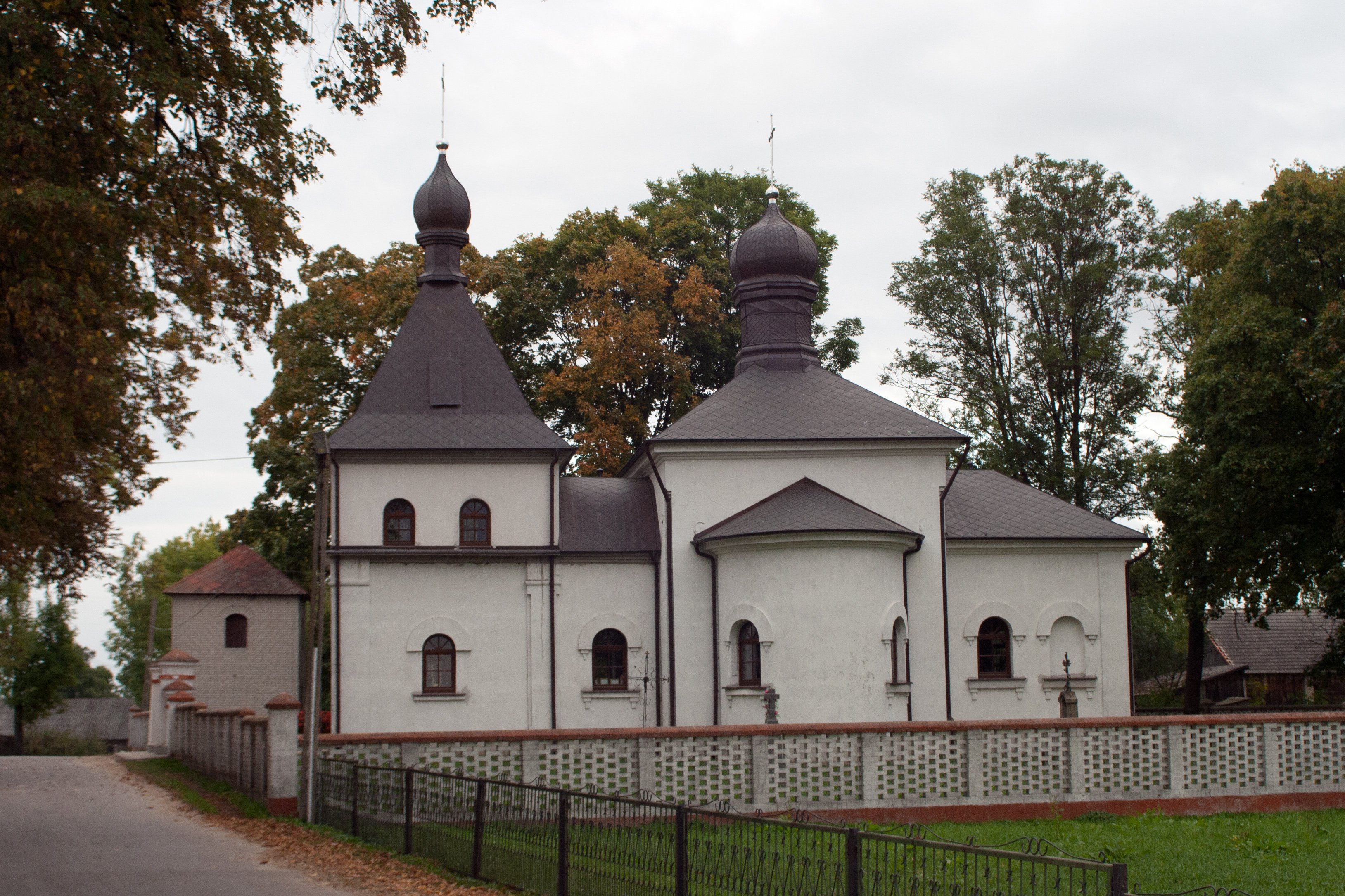
Cerkiew od strony południowej

Cerkiew w Narojkach jest budowlą kamienną, murowaną, orientowaną, trójdzielną. Jedyna nawa cerkiewna została zbudowana na planie prostokąta zbliżonego do kwadratu z aneksami absydowymi od północy i południa. Zarówno pomieszczenie ołtarzowe, jak i przedsionek są niższe i węższe od nawy. Przedsionek i aneksy są otwarte do nawy półkolistymi arkadami. Wszystkie okna budynku mają kształt półkoliście zamkniętych prostokątów, półkoliście zamknięty jest również portal cerkwi. Nad oknami znajdują się tynkowe archiwolty na konsolkach kostkowych. Elewacje cerkiewnej nawy nie są podzielone, natomiast na ścianach pomieszczenia ołtarzowego oraz przedsionka wykonano pseudopilastry. Wszystkie dachy cerkwi kryte są blachą. Nad nawą znajduje się dach czterospadowy zwieńczony niską wieżyczką z cebulastą kopułką, nad aneksami – dachy namiotowe, nad przedsionkiem i prezbiterium – dachy dwuspadowe.

### Wystrój wnętrza
Nawa cerkiewna nakryta jest sklepieniem czteropolowym, prezbiterium i starsza część przedsionka – beczkowym, w nowszej, zbudowanej w XX wieku, wykonano strop. Obok szczególnie czczonej kopii Galackiej Ikony Matki Bożej w świątyni znajduje się jeszcze jedna ikona z okresu unickiego – powstałe w 1780 w pracowni malarza ludowego Podwyższenie Krzyża Pańskiego. Z połowy wieku XIX pochodzi natomiast feretron z wyobrażeniami Matki Bożej z Dzieciątkiem oraz Trójcy Świętej. Młodsza od niej jest darochranitielnica, wykonana w trzeciej ćwierci tegoż stulecia, zdobiona figurami aniołów oraz świętych Piotra i Pawła. Na jej czworobocznej podstawie widnieją plakiety emaliowe przedstawiające Ostatnią Wieczerzę, Modlitwę w Ogrójcu, Chrystusa niosącego krzyż oraz Złożenie do grobu. Zwieńczeniem darochranitielnicy jest postać Chrystusa Zmartwychwstającego.

### Galacka Ikona Matki Bożej z Narojek
W cerkwi w Narojkach od I połowy XVIII w. funkcjonuje kult wizerunku maryjnego, który w prawosławnej tradycji uznaje się za kopię Galackiej Ikony Matki Bożej; w opisie konserwatorskim obraz ten powiązano z wizerunkiem z rzymskiej Bazyliki Matki Bożej Większej. Wizerunek powstał w I połowie XVII w. Jest to obraz o wymiarach 113 na 83 cm, w ramie o szerokości 13 cm. Matkę Boską ukazano w półpostaci, delikatnie obróconą w stronę podtrzymywanego na lewej ręce Dzieciątka Jezus, patrzącą przed siebie. Prawą dłoń Maryja składa na kolanach syna, trzyma w niej berło. Dzieciątko siedzi wyprostowane, głowę odchyla lekko do tyłu, w lewej dłoni dzierży zamkniętą księgę, zaś prawą błogosławi. Obydwie postacie mają zamyślone, malowane ugrą i brązem twarze z prostymi nosami i dużymi oczami. Spod koszulki widoczne są jedynie ich dłonie i twarze.
Nałożona na ikonę koszulka z początku XX wieku wyobraża szaty obydwu postaci. W przypadku Maryi jest to płaszcz z wzorem kwiatowo-roślinnym, lamowany taśmą, oraz suknia. Jezus ubrany jest w prostą fałdowaną szatę. Wokół głów Dzieciątka i jego matki widnieją aureole, zdobione ażurowym ornamentem geometrycznym, zwieńczone koronami z kulami i krzyżykami. Trzystopniowe, zwieńczone krzyżykiem jest berło trzymane przez Matkę Bożą. Napis identyfikujący postać na ikonie został wykonany w języku cerkiewnosłowiańskim. Na wizerunku znajduje się jedno wotum w kształcie serca, z literą M odnoszącą się do Maryi.